# واسرتالبن
واسرتالبن (به آلمانی: Wasserthaleben) یک شهر در آلمان است که در کوفهویزرکرایس واقع شده‌است. واسرتالبن ۴۶۲ نفر جمعیت دارد.